# Charles Chalamon
Charles Chalamon (30 janvier 1874, Amiens - 3 janvier 1960, Luzancy), est un homme politique français.

## Biographie
Charles Chalamon est président de la Mutuelle agricole incendie de Luzancy, dont il est fondateur, tout comme celle de la Caisse mutuelle accidents de la région parisienne, ainsi que celle de la Société de secours mutuels de Luzancy. Il est administrateur délégué de la Société des usines de Luzancy, et membre du bureau de la Société syndicale des briquetiers.
Il est maire, président du Conseil général de Seine-et-Marne de 1945 à 1949 et sénateur de Seine-et-Marne de 1948 à 1952.

## Décorations
- Commandeur de la Légion d'honneur en qualité de « président du conseil général de Seine-et-Marne » (1948)[1]
  - officier en 1934[1]
  - chevalier en 1925[1]
- Médaille d'honneur départementale et communale, échelon or (1954)[2]